# Лушпинський Олександр Онуфрійович

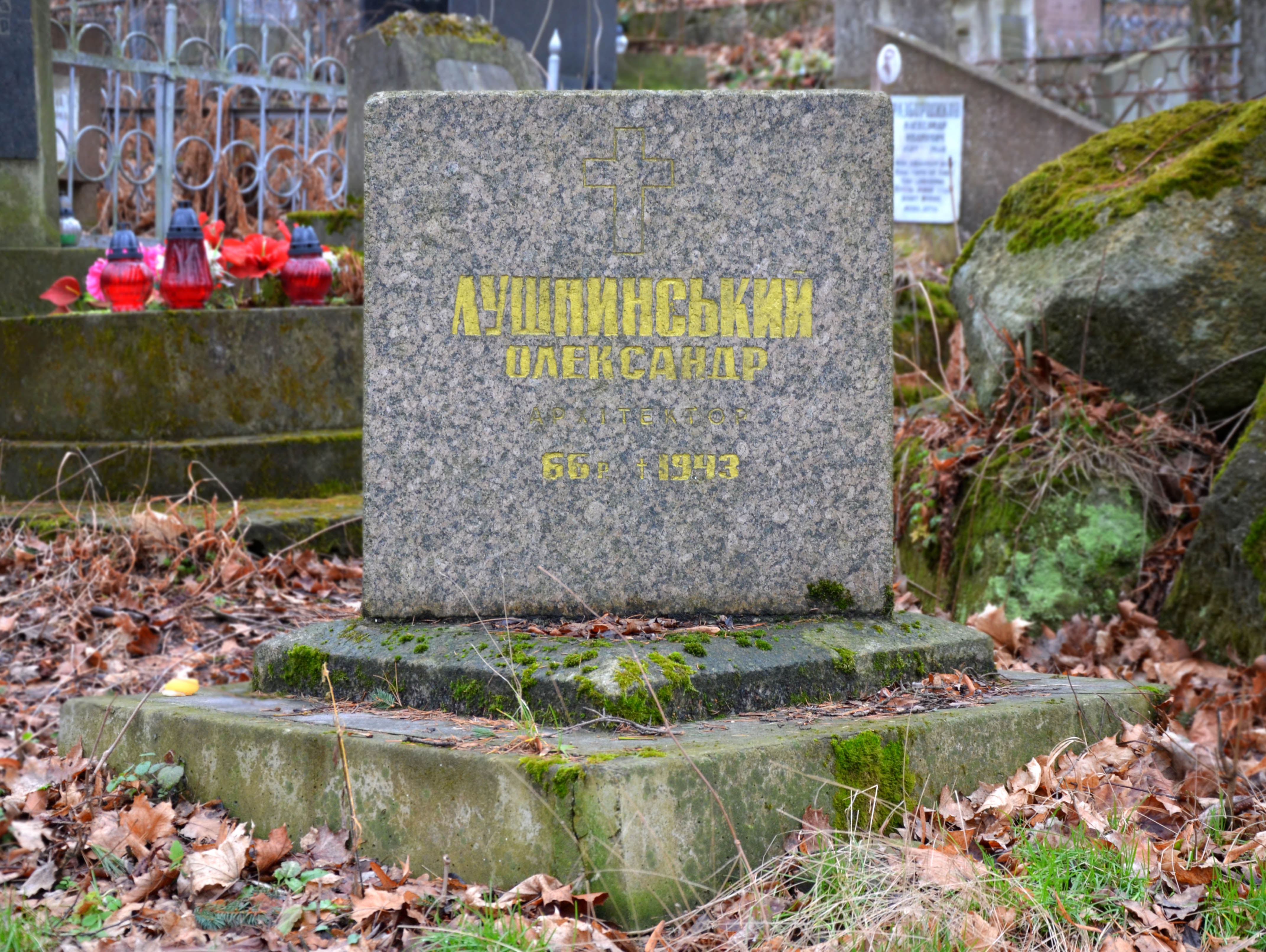

Лушпи́нський Олекса́ндр Ону́фрійович (11 липня 1878, Буцнів — 20 листопада 1943, Львів) — український архітектор, художник.

## Біографія
Народився 11 липня 1878 року в селі Буцнів на Тернопільщині у сім'ї коваля. Навчався в Тернопільській гімназії[джерело?], протягом 1898—1904 років — на відділі архітектури Цісарсько-королівської політехнічної школи у Львові (нині — Національний університет «Львівська політехніка»). Серед викладачів був, зокрема, Іван Левинський. Протягом 1904—1919 років працював у фірмі Левинського. Автор або співавтор проєктів багатьох будівель, споруджених фірмою. В багатьох випадках ступінь участі у тому чи іншому проєкті встановити проблематично. Брав активну участь у пошуках українського стилю в архітектурі, на зразок інших національних стилів, що виникали в тогочасній Європі. В архітектурі застосовував ідеї Отто Вагнера. Стиль будівель Лушпинського з елементами народних стилів часто характеризують як «Гуцульська сецесія». Багато будівель виконані в дусі візантійсько-романських стилізацій. Вивчав народне дерев'яне будівництво, зарисовував зразки гуцульських і бойківських будівель (нині зберігаються у Національному музеї Львова). Замальовки дерев'яних церков експонував на першій архітектурній виставці у Львові 1910 року. 1915 року організував персональну виставку в Національному музеї. Пізніше Державна комісія відбудови краю видала альбом проєктів житлових і громадських будинків для села. 1920 року видав альбом малюнків «Дерев'яні церкви Галичини XVI—XVIII ст.»
1930 року митрополит Андрей Шептицький прийняв Лушпинського на посаду реставратора і члена консерваторної комісії греко-католицької митрополії. Восени 1932 року спільно з Іларіоном Свєнціцьким, Володимиром Січинським та М. Струтинською за дорученням Митрополичої капітули брав участь у підготовці матеріалів до реставрації катедри святого Юра у Львові. Член журі конкурсу на проєкт відбудови церкви Святого Духа у Львові (1942).
Помер 20 листопада 1943 року, похований на Личаківському цвинтарі. Із часом могила була втрачена. 2004 року працівниками музею-заповідника «Личаківський цвинтар» ідентифіковано поховання на полі № 18, встановлено надгробну плиту. Іменем Лушпинського 1993 року названо вулицю у Львові, в мікрорайоні Рясне.

## Архітектура
- Будинок культури у с. Буцнів Тернопільської області. Споруджений на початках XX ст. Будівля збудована в стилі українського модерну з елементами української дерев'яної сецесії (ґонтовий дах, декоративна плитка і дерев'яні конструкції). Під час перебудови будинку культури у 60-их було змінено структуру і вигляд будівлі, декоративні сецесійні елементи було знято.[16]
- Народний дім у місті Копичинці Тернопільської області. Споруджений у 1903—1905 роках. У фасаді застосовано сецесійно загострені романо-візантійські стилізації.[17]
- Будинок кредитного товариства «Дністер» у Львові на розі вулиць Руської і Підвальної (1904—1905, у співавторстві).
- Будинок Ю. Скварчинського на нинішній вулиці Генерала Чупринки, № 11а у Львові (1906—1907). Авторство приписують Тадеєві Обмінському і Олександру Лушпинському.[18]
- Бурса інституту «Народний дім» на вул. Лисенка 14, 14а у Львові (1906—1907).
- Церква святого Дмитрія в селі Оброшино Львівської області (1906—1907)[7].
- Колишній санаторій Казимира Солецького на вулиці Личаківській, 107 у Львові. Збудований фірмою Івана Левинського 1908 року.[19] Мечислав Орлович стверджував, що виконаний у закопанському стилі[20].
- Вілла адвоката Романа Ковшевича на вулиці Вишенського, у Львові. Ймовірний автор — О. Лушпинський[21].
- Будинок гімназії і бурси Українського педагогічного товариства у Львові (1906—1908).
- Народний дім у Кам'янці-Бузькій (1910—1911).
- Пам'ятний хрест до 50-річчя смерті Тараса Шевченка в с. Бурдяківці Тернопільської області (1911).
- Пам'ятник Маркіянові Шашкевичу в с. Підлисся, Львівської області (1911). Виконаний у слюсарній майстерні Михайла Стефанівського.[22]
- Вілла художника Івана Труша на вулиці Івана Труша у Львові (1910, нині меморіальний музей художника).
- Народний дім у підльвівському селі Клепарів (1910—1911, нині — вул. Сосюри, 1).
- Церква Покрови Пресвятої Діви Марії у Чернелові-Руському, Тернопільської області (1912).
- Мурована церква Пресвятої Євхаристії в селищі Бориня. Хрещата у плані, одноверха. Має квадратну наву, гранчастий вівтар із двома захристями, вкорочені бічні рамена і бабинець з відкритою аркадою. Нава увінчана восьмериком із банею, рамена і бабинець — двосхилим дахом. Фасади з тесаного каменю, нетиньковані. Споруджена 1912 року. Лушпинський, ймовірно, був також проєктантом іконостасу.[23]
- Будинок школи і монастиря сестер василіянок у Станиславові (нині Івано-Франківськ) на нинішній вулиці Василіянок (1910—1913)[24][7].
- Стилізована у візантійсько-романських формах Церква Перенесення мощей святого Миколая в Серединках, Тернопільської області (1913).[25]
- Архітектурна частина пам'ятника Тарасові Шевченку у Винниках поблизу Львова (1913).[26]
- Будинок Українського музичного товариства ім. М. Лисенка на площі Шашкевича, 5 у Львові (1913—1916), співавтори Євген Червінський, Іван Левинський, Тадей Обмінський, художник Модест Сосенко, скульптор Григорій Кузневич.
- Проєкт плебанії в Улазові (1916).[27]
- Нереалізований проєкт нової будівлі Національного музею у Львові (бл. 1917—1918). Розроблений на прохання Іларіона Свєнціцького.
- Надгробок Івана Левинського на Личаківському цвинтарі. Проєкт у формі саркофага зі зламаною романською капітеллю обрано на конкурсі 1920 року. Виконаний у пісковику.[28]
- Нереалізований проєкт відбудови пошкодженої війною мурованої церкви в Комарному (1923).[29]
- Дерев'яна церква святого Миколи в Новому Селі Городоцького району. Збудована у 1923—1924 році. Традиційна тридільна, одноверха з високим четвериком на квадратній у плані наві.[30]
- Проєкт церкви Святої Трійці в селі Пишківці. Навесні 1925 року храм згадують у газеті «Діло», як такий, що будують.[31]
- Огорожа церкви святого Миколая у Львові (1926).
- Надгробок на могилі Богдана і Йосифа Танчаковських на Личаківському цвинтарі (1929). На стіні з білого пісковика був вирізьблений стилізований тризуб і хрести січових стрільців. У первинному проєкті передбачалась також необарокова орнаментика.[28]
- Надгробок Івана Белея на Личаківському цвинтарі у Львові. Виконаний на фірмі Тировичів у 1930-х.[25]
- Реставрація дерев'яної церкви Святої Трійці на Сихові. Протягом 1932 року було піднято храм на підмурівках, розібрано дзвіницю над бабинцем, замінено гонт.[32]
- Мурована церква в селі Стиборівка. Проєкт 1937 року. Спорудженням займався будівничий Василь Хоміцький. Будівництво, перерване війною, завершено лише 1990 року. Церква хрещата у плані, одноверха, з гранчастим вівтарем та двома симетричними захристями.[33]
- Проєкт церкви для села Угерсько Стрийського району.[34]
- Проєкт будинку студентського товариства «Основа».[35]
- Дзвіниця Воскресенської церкви у Винниках у стилі модернізованого бароко[36], збудована 1925 року.[37]
- Проєкт дерев'яної церкви святого Микити, спорудженої в селі Микитинці Івано-Франківського району (1922-1923).[38]

## Фалеристика
Автор проєкту відзнаки — Хрест УСС «С. У. С.1914»

## Світлини

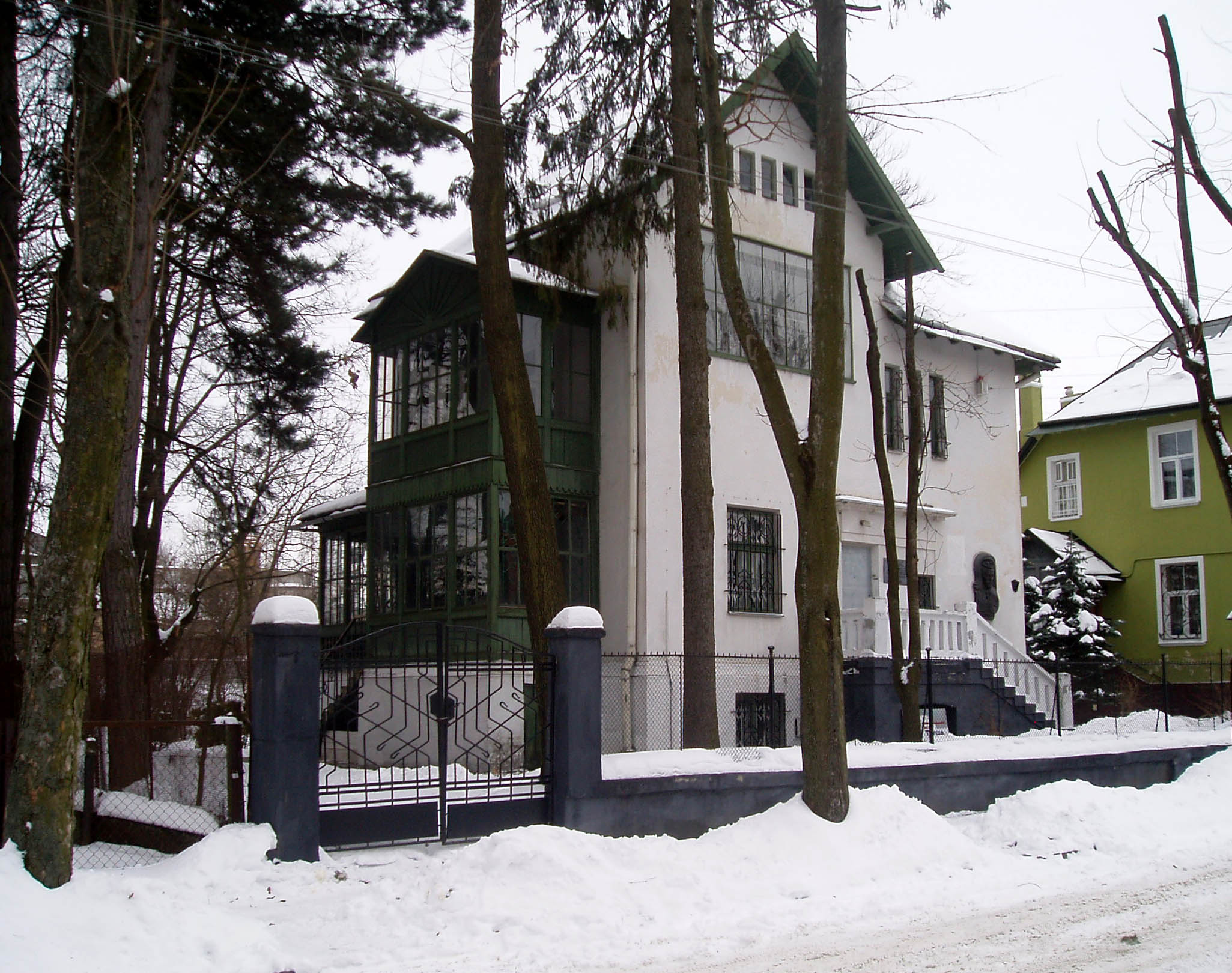
Колишня вілла Івана Труша
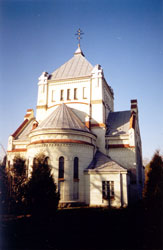
Церква в с. Оброшино
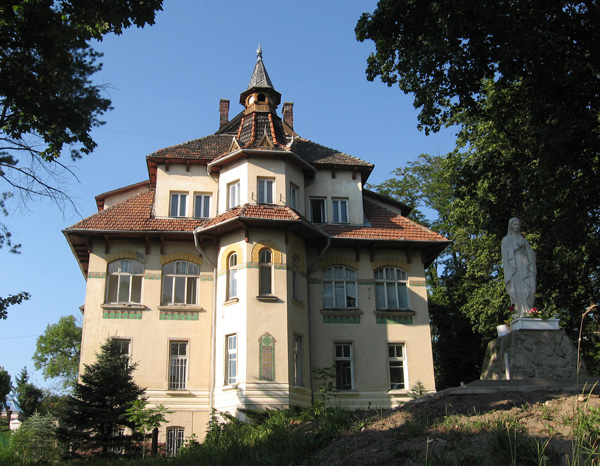
Колишня клініка Солецького (вул. Личаківська, Львів)
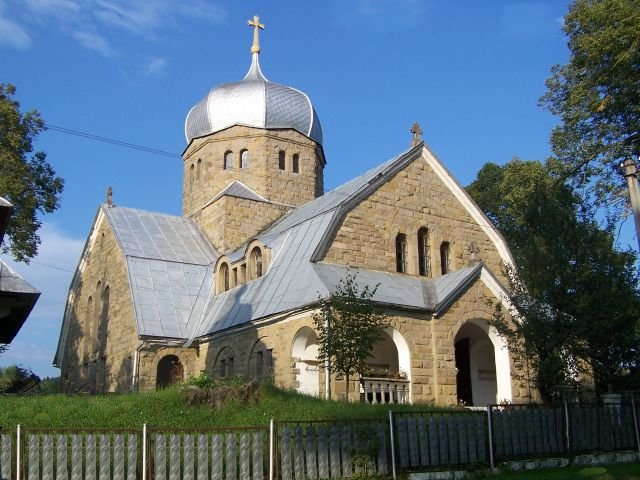
Церква в с. Бориня
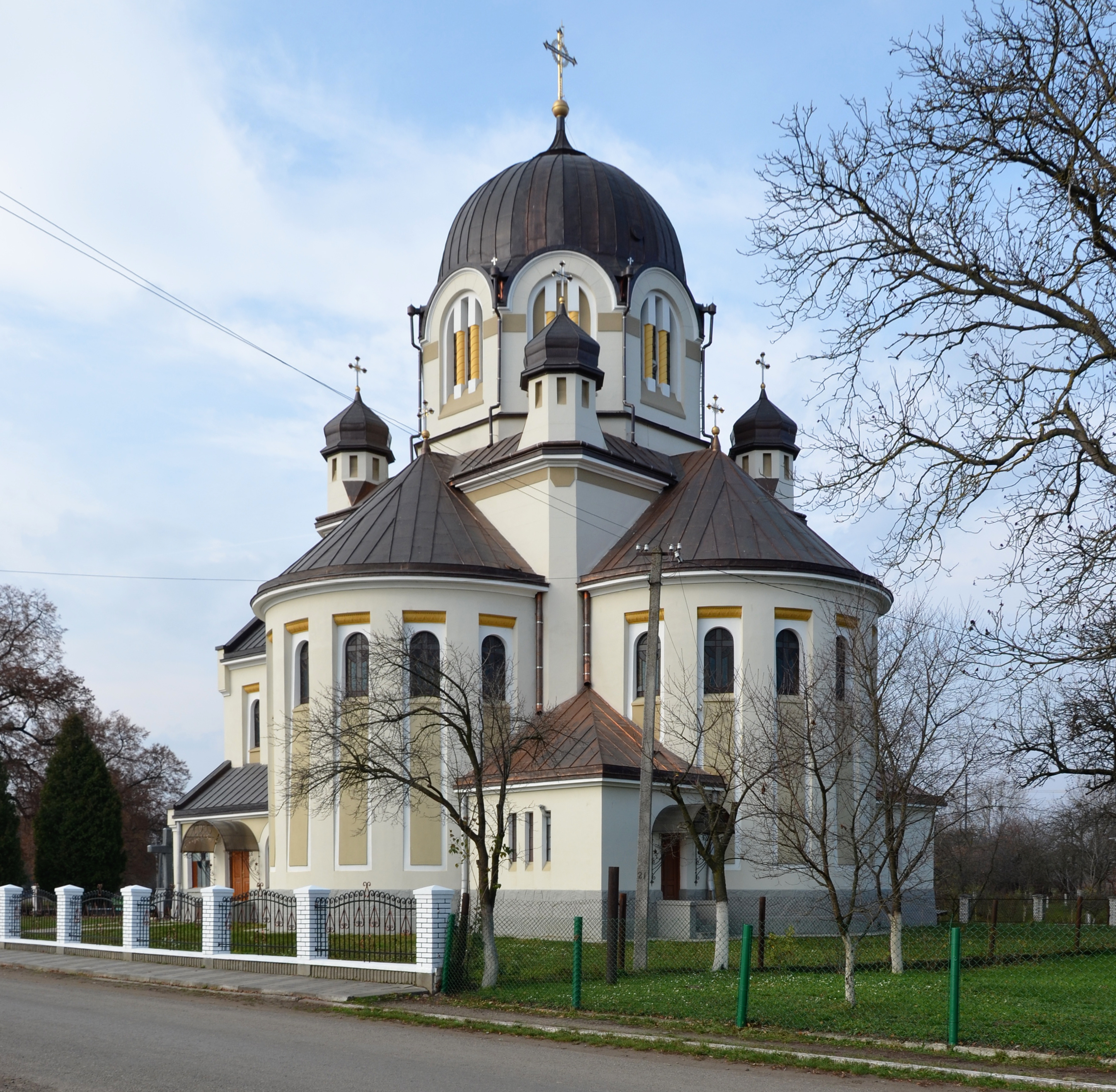
Церква в с. Угерсько
Церква св. Микити в Микитинцях
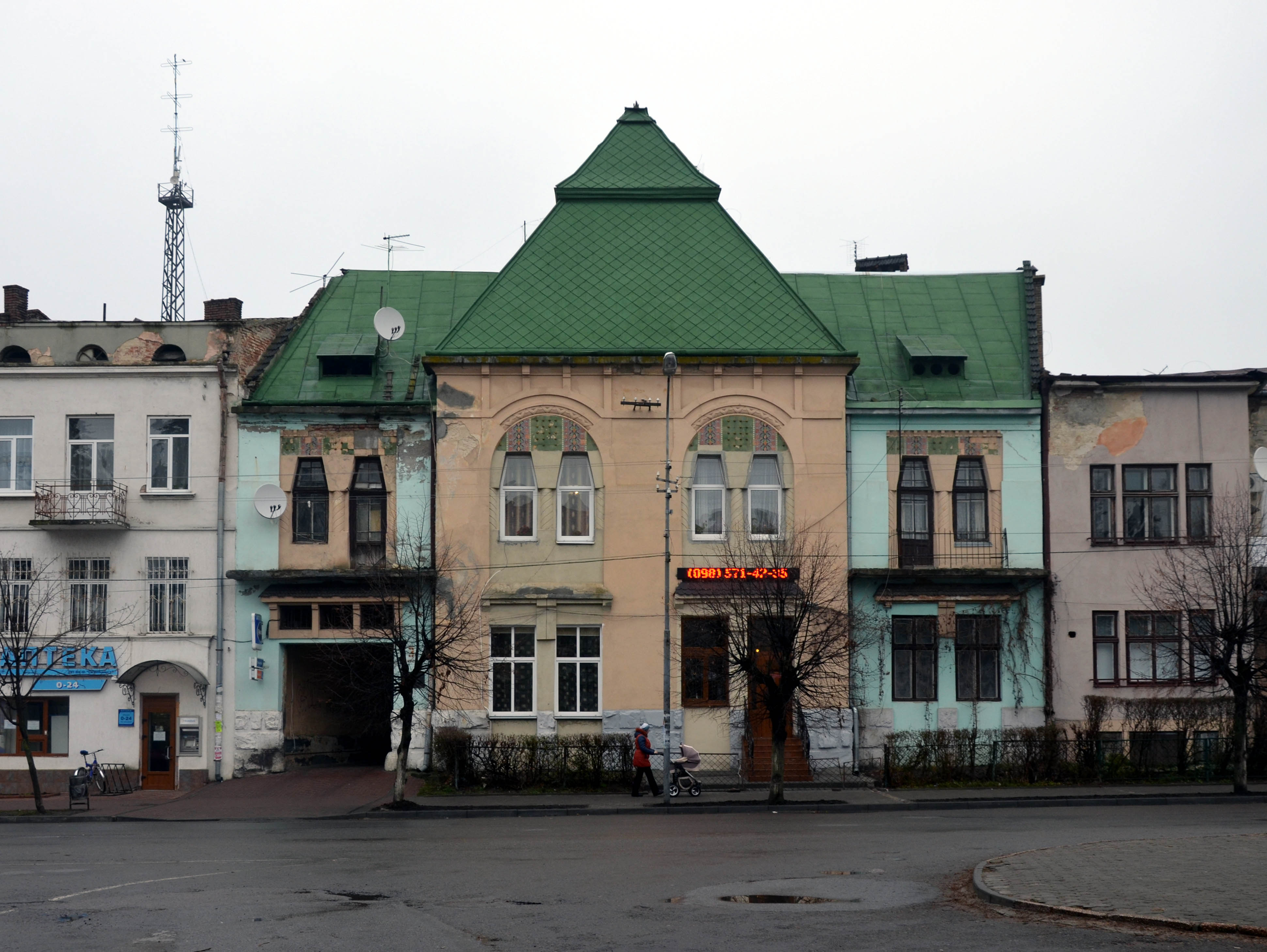
Народний дім у Кам'янці-Бузькій